# Martinez, Kalifornien
Martinez är administrativ huvudort i Contra Costa County, Kalifornien, USA. Martinez är administrativ huvudort (county seat) i Contra Costa County.